# 2006년 6월
| 2006년: 1월 · 2월 · 3월 · 4월 · 5월 · 6월 · 7월 · 8월 · 9월 · 10월 · 11월 · 12월 |

| <          | 2006년 6월  | 2006년 6월 | 2006년 6월 | 2006년 6월 | 2006년 6월 | >          |
| 일         | 월          | 화         | 수         | 목         | 금         | 토         |
|            |             |            |            | 1 5.6 신유 | 2 7 임술   | 3 8 계해   |
| 4 9 갑자   | 5 10 을축   | 6 11 병인  | 7 12 정묘  | 8 13 무진  | 9 14 기사  | 10 15 경오 |
| 11 16 신미 | 12 17 임신  | 13 18 계유 | 14 19 갑술 | 15 20 을해 | 16 21 병자 | 17 22 정축 |
| 18 23 무인 | 19 24 기묘  | 20 25 경진 | 21 26 신사 | 22 27 임오 | 23 28 계미 | 24 29 갑신 |
| 25 30 을유 | 26 6.1 병술 | 27 2 정해  | 28 3 무자  | 29 4 기축  | 30 5 경인  |            |

| - 6월 6일 - 차범석 - 6월 6일 - 빌리 프레스톤 - 6월 12일 - 죄르지 리게티 - 6월 16일 - 한영숙 편집하기 |

## 2006년6월 30일
- 김진표 교육인적자원부 장관겸 부총리는 최근 발생한 급식사고 및 외국어고 모집제한 논란이 사회적으로 큰 파장을 일으킨 것에 대해 책임을 지겠다며 사의를 표명했다.
- 김교식 재정경제부 홍보관리관은 "한덕수 부총리가 여건의 변화에 따라 대통령께서 탄력성있는 인사를 할 수 있도록 수일 전에 사의를 표명했다"고 밝혔다.
- 현대자동차 노조는 기존의 기업별 노조에서 산별노조로의 전환을 묻는 노조 조직형태에 대한 조합원 찬반투표를 통해 산별 전환을 찬성 가결하였다.
- 친일반민족행위 진상규명위원회(위원장 강만길)는 중추원, 일진회 간부, 언론인, 종교인, 경찰 및 군 간부 등을 포함한 제1차 친일반민족 행위 조사대상자 120명을 발표했다.
- 2006년 축구 월드컵, 8강전 경기결과 :
  -  독일 1 (4 승부차기 2) 1  아르헨티나
  -  이탈리아 3 : 0  우크라이나

## 2006년6월 29일
- 미국 연방 대법원은 부시 대통령이 관타나모 수용소의 테러 용의자들을 자신의 지시로 설치된 군사위원회에서 재판을 받게 한 것과 관련해, 군사위원회는 미국법이나 제네바 협약하에서 권한을 가질 수 없다며 5대3으로 위헌 판결을 내렸다.

## 2006년6월 28일
- 미국 메이저 리그 야구 LA 다저스 소속이었던 서재응 선수가 2:2 맞트레이드를 통해 탬파베이 데블 레이스로 소속을 옮겼다.
- 미국과 영국이 "4월 불가리아 소피아에서 열린 나토 외무장관 회의"에서 대한민국을 북대서양 조약 기구(나토)에 '글로벌 파트너'로 참여시키자고 공식 제안한 것으로 밝혀졌다고 중앙일보가 보도했다.
- 학생 과잉 체벌 논란 : 광주광역시교육청은 병원에서 치료를 받을 정도로 초등학교 1학년생을 때려 물의를 일으킨 광주 모초등학교 교사를 해임했다.
- 서울중앙지법 형사합의25부는 공금 횡령 등의 혐의로 구속 기소된 정몽구 현대자동차 그룹 회장에 대한 보석을 허가했다.
- 지난 1978년 납북된 김영남 씨가 금강산호텔에서 어머니 최계월 씨를 28년 만에 만났다.
- 최저임금위원회는 제5차 전원회의를 개최하여 2007년도에 적용될 최저 임금을 사업의 종류별 구분 없이 시간급 3,480원으로 심의·의결했다.

## 2006년6월 27일
- 토마스 번 무디스 신용등급 평가 수석부장은 웨스틴조선호텔에서 기자간담회를 갖고 대한민국의 국가 신용등급 상향 조정을 위한 조건으로 정부의 건전한 재정 정책, 견조한 거시경제 전망 등과 함께 조선민주주의인민공화국의 위협 통제를 꼽았다.
- 다음달 개봉 예정인 영화 아파트의 배경이 된 아파트단지 주민들이 상영금지 가처분신청을 낸 데 대해 한국영화제작가협회가 유감을 표명했다.
- 한미 자유무역협정(FTA) 2차 공청회가 한미FTA저지 범국민운동본부와 농민단체 등의 강력 저지로 사실상 무산됐다.
- 축구 대표팀 감독이었던 딕 아드보카트 씨가 감독 사퇴 기자회견 후 네덜란드로 출국했다. 그는 다음달부터 러시아 프로 축구 제니트 상트페테르부르크 감독으로 취임할 예정이다.
- 학생 과잉 체벌 논란 : 전라북도 군산시 교육청은 한 여교사가 학생을 공부를 열심히 하지 않는다는 이유로 체벌한 것과 관련하여 해당 교사를 직위해제했다.
- 2006년 축구 월드컵, 16강전 경기결과 :
  -  브라질 3 : 0  가나
  -  프랑스 3 : 1  스페인

## 2006년6월 26일
- 대한축구협회는 대한민국 축구 국가대표팀의 새 감독으로 대표팀 수석코치인 핌 페르베이크를 선출하였다.
- 조선민주주의인민공화국이 미국 영토 전체를 사정권으로 하는 대륙간 탄도미사일(ICBM) 대포동 2호를 개발할 계획이라고 미국 의회조사국과 유럽 군사분석기관의 최신 보고서를 인용하여 일본의 요미우리 신문(讀賣)이 보도했다.
- 2006년 축구 월드컵, 16강전 경기결과:
  -  이탈리아 1 : 0  오스트레일리아
  -  우크라이나 0(3 승부차기 0)0  스위스

## 2006년6월 25일
- 대한민국 축구 국가대표팀이 오후 4시 5분 인천국제공항을 통해 귀국하였다.
- 2006년 축구 월드컵, 16강전 경기결과 :
  -  포르투갈 1 : 0  네덜란드
  -  잉글랜드 1 : 0  에콰도르

## 2006년6월 24일
- 글로리아 마카파칼 아로요 필리핀 대통령이 사형제도 폐지법안에 서명했다고 필리핀 당국이 밝혔다.
- 2006년 축구 월드컵, 16강전 경기결과 :
  -  독일 2 : 0  스웨덴
  -  아르헨티나 2 : 1  멕시코
- 지난 이라크에서 납치 살해된 한국인에 대하여 이라크 고위 관리가 공식적으로 사과했다고 알려왔다.

## 2006년6월 23일
- 노무현 대통령과 조지 부시 미국 대통령이 오는 9월 워싱턴에서 정상회담을 갖기로 양국 외교 채널간 의견접근이 이뤄졌다고 송민순 청와대 통일외교안보정책실장이 밝혔다.
- 2006년 축구 월드컵에서 1라운드 G 그룹 *한국과 *스위스와의 경기에서 호라시오 엘리손도 주심의

편파적 판정과 오프사이드 논란이 한국 네티즌의 분노를 사 한때 피파측이 공식 홈페이지의 접속 경로를 차단하는
사건이 있었으며 핸드폰으로 재경기를 위해 서명하자는 문자메시지가 퍼지기도 하였다.
- 2006년 축구 월드컵, 1라운드 G 그룹 경기결과 :
  -  스위스 2 : 0  대한민국
  -  프랑스 2 : 0  토고
- 2006년 축구 월드컵, 1라운드 H 그룹 경기결과 :
  -  우크라이나 1 : 0  튀니지
  -  스페인 1 : 0  사우디아라비아

## 2006년6월 22일
- 6월 16일부터 서울 인천 경기지역의 초·중·고교 학생들에게 집단으로 식중독으로 추정되는 급식사고가 발생하여, 교육당국이 서울·인천지역 47곳의 학교에 급식중지 조치 등을 취했다.
- 경기도의 한 아파트 입주자들이 "거주자의 평온할 권리와 사유재산권을 침해 당했다"는 사유로 안병기 감독의 신작 영화 아파트에 대해 상영금지 가처분신청을 제기하였다.
- 2006년 축구 월드컵, 1라운드 E 그룹 경기 결과 :
  -  이탈리아 2 : 0  체코
  -  가나 2 : 1  미국
- 2006년 축구 월드컵, 1라운드 F 그룹 경기 결과 :
  -  브라질 4 : 1  일본
  -  오스트레일리아 2 : 2  크로아티아

## 2006년6월 21일
- 반인륜 범죄 혐의 등으로 재판을 받고 있는 사담 후세인 전 이라크 대통령의 변호인 한 명이 자택에서 납치된 뒤 살해됐다고 이라크 법원 관리들이 밝혔다.
- 2006년 축구 월드컵, 1라운드 D 그룹 경기 결과 :
  -  포르투갈 2 : 1  멕시코
  -  이란 1 : 1  앙골라
- 2006년 축구 월드컵, 1라운드 C 그룹 경기 결과 :
  -  코트디부아르 3 : 2  세르비아 몬테네그로
  -  아르헨티나 0 : 0  네덜란드

## 2006년6월 20일
- 이라크 무장세력의 공격을 받고 바그다드 남부에서 실종됐던 미군 2명이 중부 유시피아지역에서 고문을 당한 흔적과 함께 사체로 발견됐다고 압둘 아지즈 이라크 국방장관이 밝혔다.
- 한성렬 유엔 주재 조선민주주의인민공화국 대표부 차석대사는 조선민주주의인민공화국의 미사일 시험발사 움직임과 관련, "이른바 모라토리엄(미사일 시험발사 유예)은 조미간 대화가 진행되는 동안에만 적용되는 것"이라고 말했다.
- 김진표 교육부총리는 "학생부 반영비율을 50%로 늘린 2008년 입시제도를 지키기 위해" 2008학년도부터 타 시.도 외국어고등학교(약칭 외고) 지원을 금지한다고 밝혔다. 한편, 이에 대해 학부모단체와 일부 교원단체에서는 강력히 반발하고 있다.
- 2006년 축구 월드컵, 1라운드 A 그룹 경기 결과 :
  -  독일 3 : 0  에콰도르
  -  폴란드 2 : 1  코스타리카
- 2006년 축구 월드컵, 1라운드 B 그룹 경기 결과 :
  -  스웨덴 2 : 2  잉글랜드
  -  파라과이 2 : 0  트리니다드 토바고

## 2006년6월 19일
- 대한민국 국회는 6월 임시국회 첫 본회의를 열어 임채정 의원을 17대 국회의 후반기 의장으로 선출하고 열린우리당의 이용희, 한나라당의 이상득 의원을 국회 부의장으로 각각 선출했다.
- 2006년 축구 월드컵, 1라운드 G 그룹 경기 결과 :
  -  스위스 2 : 0  토고
- 2006년 축구 월드컵, 1라운드 H 그룹 경기 결과 :
  -  우크라이나 4 : 0  사우디아라비아
  -  스페인 3 : 1  튀니지

## 2006년6월 18일
- 독일에서 월드컵 4강 진출 기원 퍼포먼스를 펼칠 예정이던 한국인 화가가 독일 입국 이후 11일째 연락이 두절돼 독일 경찰이 수사에 나섰다.
- 2006년 축구 월드컵, 1라운드 F 그룹 경기 결과 :
  -  일본 0 : 0  크로아티아
  -  브라질 2 : 0  오스트레일리아
- 2006년 축구 월드컵, 1라운드 G 그룹 경기 결과 :
  -  대한민국 1 : 1  프랑스

## 2006년6월 17일
- 2006년 축구 월드컵, 1라운드 D 그룹 경기 결과 :
  -  포르투갈 2 : 0  이란
- 2006년 축구 월드컵, 1라운드 E 그룹 경기 결과 :
  -  가나 2 : 0  체코
  -  이탈리아 1 : 1  미국

## 2006년6월 16일
- 2006년 축구 월드컵, 1라운드 C 그룹 경기 결과 :
  -  아르헨티나 6 : 0  세르비아 몬테네그로
  -  네덜란드 2 : 1  코트디부아르
- 2006년 축구 월드컵, 1라운드 D 그룹 경기 결과 :
  -  멕시코 0 : 0  앙골라

## 2006년6월 15일
- 마이크로소프트사의 빌 게이츠 회장은 2008년 7월부터 일상적인 회사업무에서 손을 떼고 자선사업에 주력하겠다고 밝혔다.
- 2006년 축구 월드컵, 1라운드 A 그룹 경기 결과 :
  -  에콰도르 3 : 0  코스타리카
- 2006년 축구 월드컵, 1라운드 B 그룹 경기 결과 :
  -  잉글랜드 2 : 0  트리니다드 토바고
  -  스웨덴 1 : 0  파라과이

## 2006년6월 14일
- 6.15 남북평화통일축전이 광주에서 개최되었다.
- 2006년 축구 월드컵, 1라운드 H 그룹 경기 결과 :
  -  스페인 4 : 0  우크라이나
  -  튀니지 2 : 2  사우디아라비아
- 2006년 축구 월드컵, 1라운드 A 그룹 경기 결과 :
  -  독일 1 : 0  폴란드

## 2006년6월 13일
- 이스라엘 군이 가자 지구에 공습을 가해 팔레스타인인 9명이 숨지고 17명이 다쳤다.
- 조지 부시 미국 대통령이 이라크 바그다드를 깜짝 방문하여 알말리키 새 총리를 만나 지난 3년간 난관에 봉착해 있는 이라크전에 관한 향후 대책을 논의했다.
- 2006년 축구 월드컵, 1라운드 G 그룹 경기 결과 :
  -  대한민국 2 : 1  토고
  -  프랑스 0 : 0  스위스
- 2006년 축구 월드컵, 1라운드 F 그룹 경기 결과 :
  -  브라질 1 : 0  크로아티아

## 2006년6월 12일
- 일본 남부 오이타현(大分)에서 리히터 규모 6.2의 강진이 발생했다고 일본 기상청이 밝혔다.
- 조선민주주의인민공화국은 대륙간 탄도미사일(ICBM)인 다단계 미사일 대포동 2호의 발사 준비를 하고 있으며, 곧 발사가 이뤄질 가능성이 있다고 미국 관리들이 밝혔다.
- 2006년 축구 월드컵, 1라운드 F 그룹 경기 결과 :
  -  오스트레일리아 3 : 1  일본
- 2006년 축구 월드컵, 1라운드 E 그룹 경기 결과 :
  -  체코 3 : 0  미국
  -  이탈리아 2 : 0  가나

## 2006년6월 11일
- 목격자들에 의하면, 미군의 폭탄 공격을 받고 숨진 것으로 알려진 이라크 알카에다 지도자 아부 무사브 알자르카위가 숨지기 직전 미군들에게 배와 가슴을 구타당했다고 일부 언론이 보도했다.
- 2006년 축구 월드컵, 1라운드 C 그룹 경기 결과 :
  -  네덜란드 1 : 0  세르비아 몬테네그로
- 2006년 축구 월드컵, 1라운드 D 그룹 경기 결과 :
  -  멕시코 3 : 1  이란
  -  포르투갈 1 : 0  앙골라

## 2006년6월 10일
- 쿠바 관타나모 미군 기지 수용소에 수감된 테러 혐의자들 3명이 옷과 천 등을 찢어 만든 올가미로 목을 매 자살했다고 수용소를 관리하는 미군 지휘관이 밝혔다.
- 2006년 축구 월드컵, 1라운드 B 그룹 경기 결과 :
  -  잉글랜드 1 : 0  파라과이
  -  트리니다드 토바고 0 : 0  스웨덴
- 2006년 축구 월드컵, 1라운드 C 그룹 경기 결과 :
  -  아르헨티나 2 : 1  코트디부아르

## 2006년6월 9일
- 미국 워싱턴에서 6월 5일부터 열린 한미 자유무역협정(FTA) 1차 본협상이 총 15개 분과 중 11개에서 양측간에 통합협정문을 마련하고 끝났다.
- 대한민국 해군이 손원일급 잠수함의 첫 번째 함선인 SS-72 손원일함을 진수하였다.
- 독일에서 2006년 축구 월드컵이 개막되었다.
- 2006년 축구 월드컵 1라운드 A 그룹 경기 결과 :
  -  독일 4 : 2  코스타리카
  -  에콰도르 2 : 0  폴란드

## 2006년6월 8일
- 한라산 백록담 분화구에 산사태가 발생, 암벽이 무너지면서 토양이 유실되고 식생이 무더기로 파괴된 사실이 뒤늦게 밝혀졌다.
- 지난 2004년 1월 발생한 '부천 초등학생 2명 피살사건'의 범인이 2년 5개월 만에 붙잡혔다.

## 2006년6월 7일
- 나이지리아 유전지대인 포트하코트 남쪽에 있는 대우건설 가스플랜트 공사현장에서 근로자 3명과 한국가스공사 직원 1명, 한국가스기술공사 직원 1명 등 한국인 5명과 현지인 근로자 1명 등 모두 6명이 현지 무장단체에 의해 납치됐다.
- 알카에다 조직의 수장인 알자르카위가 이라크 바그다드로부터 북서쪽으로 50킬로미터 떨어져 있는 디얄라 지역의 한 은신처에 숨어있던 중 미군 공습에 의해 사망했다.
- 대한민국 공군의 F-15K 전투기가 야간 훈련비행 도중 동해상에서 추락하였다.

## 2006년6월 4일
- 몬테네그로 의회가 세르비아로부터 독립 선언을 하고 완전한 주권국가가 된다. 이때부터 유고슬라비아는 역사속으로 사라진다.
- 대한민국 축구 국가대표팀이 스코틀랜드 에딘버러 이스트로드 경기장에서 펼쳐진 가나와의 평가전에서 1대 3으로 패배하였다.

## 2006년6월 3일
- 영국 국제전략문제연구소(IISS) 주관으로 싱가포르 샹그릴라 호텔에서 열리고 있는 제5차 아시아안보회의에 참석 중인 대한민국 국방부의 윤광웅 장관은 초국가적인 재난에 대비해 아시아태평양지역 국가들이 참여하는 군사적 재난협력기구 창설을 제안했다.

## 2006년6월 2일
- 대한민국 축구 국가대표팀이 노르웨이와의 평가전에서 득점 없이 비겼다.